# NGC 2974
NGC 2974 je galaksija u zviježđu Sekstantu.

## Vanjske poveznice
- SEDS: NGC 2974